# Bełt Samsø
Bełt Samsø (duń. Samsø Bælt) – cieśnina w Danii, położona pomiędzy wyspą Samsø i Zelandią. Łączy wody Wielkiego Bełtu z cieśniną Kattegat. Cieśnina ma duże znaczenie dla żeglugi towarowej. Dno cieśniny ma zróżnicowaną głębokość, co stanowi zagrożenie dla przepływających statków.